# Musikförlag
Musikförlag är ett företag som hjälper upphovspersoner med att nå ut med sin musik. Den som driver eller leder ett musikförlag kallas för musikförläggare. En upphovsman som har avtal med ett musikförlag kallas för en förlagd upphovsman. Branschorganisationen för svenska musikförlag heter Musikförläggarna, och de representerar 95 % av alla musikförlag i Sverige.
Det finns olika typer av musikförlag med olika inriktning. Vissa arbetar med endast musikalier, det vill säga tryckta noter, partitur och dylikt. Men de flesta musikförlag idag arbetar med populärmusik.
2876 svenska musikförlag (år 2011) är anslutna till Stim. Stim samlar in royalty åt upphovsmännen och musikförlagen från all skivförsäljning, fysisk och digital, (kallad mekaniska rättigheter) och alla offentliga framföranden (kallas framförande-intäkter) i hela världen. Förutom royalty från Stim får musikförlagen även in pengar direkt från andra företag, till exempel när musiken licensieras till spelfilmer, datorspel eller reklam. Alla som vill använda ett verk i sin verksamhet måste, enligt upphovsrättslagen, licensiera verket från musikförlaget eller upphovsmannen. Detta gäller oavsett om verket är inspelat eller inte. Musikförlag har inte rättigheter till inspelningar, det är skivbolagens jobb.

## Musikförlagens historia
Musikförläggarens roll har förändrats genom århundradena på grund av de tekniska framstegen. Förr bestod arbetet i att framställa och distribuera noter, eftersom det var det enda sätt musik kunde spridas. Försäljningen av noter var som störst under första halvan av 1900-talet, men i och med kopieringsmaskinen har försäljningen dalat. 
I och med skivbolagens inspelningar av musiken, kom förlagets roll att handla mer om att vara upphovsmannens representant gentemot artister, skivbolag, mediebolag och andra som vill nyttja verken.

## Förlag vs skivbolag
Musikförlag och skivbolag arbetar båda i musikindustrin, men arbetar med olika rättigheter. Musikförlaget har avtal med upphovsmän och företräder deras verk. Skivbolaget har avtal med artister och musiker. Ibland är artist och upphovsman samma person vid en inspelning eller ett framträdande, men rättigheterna är ändå olika. Albumartister, som även komponerar musik, har oftast både ett skivkontrakt och ett förlagskontrakt. När ett verk spelas in av en artist måste skivbolaget betala musikförlaget för den rätten.

## Förlagskontrakt
Ett förlagskontrakt, mellan en upphovsman och ett förlag, är ett samarbetsavtal där idén är att båda ska gynnas. Oftast har förlaget riskkapital att satsa som upphovsmannen behöver. Och förlaget ser att de kan hjälpa upphovsmannen strategiskt, administrativt och ekonomiskt. 
Rent konkret skriver upphovsmannen över den ekonomiska delen av upphovsrätten till de verk som inkluderas i kontraktet till förlaget. Förlaget tar på sig ansvaret att administrera alla royaltys från till exempel Stim eller NCB och att betala en viss procent till upphovsmannen. Upphovsmannen får normalt mellan 66,6 och 80 procent, beroende på hur mycket arbete förlaget tar på sig. I de fall där upphovsmannen får 66,6 procent ingår oftast att förlaget har anställda som arbetar kreativt med upphovsmannen och hjälper denne med kontakter till artister mm. I de fall där förlaget endast tar 20 % handlar det endast om administrativt arbete med royaltys som ska inkasseras. De flesta förlagskontrakt inkluderar en klausul som ger upphovsmannen ett förskott på kommande royaltys, dock tar förlaget då 100 % av alla royaltys tills förskottet är intjänat.
Ett förlagskontakt skrivs på ett visst antal år, till exempel 3 år. Alla verk som upphovsmannen skriver under kontraktstiden inkluderas i kontraktet. Ibland kan gamla verk inkluderas i ett kontrakt och i så fall skrivs en bilaga till kontraktet, där alla verk nämns individuellt. Innan båda parter skriver under kontraktet görs en förhandling där alla detaljer gås igenom. Därför är alla förlagskontrakt olika. Ett exempel på något som kan förhandlas om, är huruvida rättigheterna skall återgå till upphovsmannen efter en viss tid, eller om rättigheterna skrivs över för hela verkets skyddstid (upphovsmannens livstid+70 år). 
En upphovsman kan ha olika verk förlagda hos olika musikförlag. Förlaget har endast rättigheter till de verk som inkluderats i deras kontrakt med upphovsmannen.
Musikförläggarna, Sveriges Kompositörer och Textförfattare (SKAP) och Föreningen Svenska Tonsättare (FST) har tagit fram ett standardavtal som används mycket i Sverige.